# راید (بازی ویدئویی)
راید (انگلیسی: Ride) یک بازی ویدئویی کورسی موتورسیکلت است که توسط مایل‌استون اس‌آرال توسعه یافته و منتشر شده‌است. این بازی برای مایکروسافت ویندوز، پلی‌استیشن ۳، پلی‌استیشن ۴، ایکس‌باکس وان و ایکس‌باکس ۳۶۰ در ۲۷ مارس ۲۰۱۵ در اروپا و در ۶ اکتبر ۲۰۱۵ در آمریکایی شمالی منتشر شد.